# Lester Lane
Lester Lane, né le 6 mars 1932 à Purcell, en Oklahoma, décédé le 6 septembre 1973 à Norman en Oklahoma, est un ancien joueur et entraîneur américain de basket-ball. Il évolue au poste de meneur. 

## Palmarès
- Champion olympique 1960